# Team KUROSHIO
Team KUROSHIO（チーム・クロシオ）は、 XPRIZE財団が主催する国際コンペティション「Shell Ocean Discovery XPRIZE（シェル・オーシャン・ディスカバリー・エックスプライズ）」に挑戦するために結成された、日本を拠点とする共同研究チーム。

## 活動概要
Shell Ocean Discovery XPRIZEは4,000m級の海底における水中探査ロボットによる超広域高速海底マッピングの実現を競う技術コンペティションであり、Team KUROSHIOに参画する日本の8機関・企業（後述）の人材が、各々の専門領域における技術とノウハウを持ち寄り、宇宙よりも未知の領域が多いとさえ言われる海底における、新次元の技術開発と無人オペレーションの確立もめざしている。
2015年に32組がエントリーした技術提案書審査を通過、2017年9月開催予定の実海域試験Round 1に選出された21チームのうちの1チームであり、日本から参加する唯一のチームとなっている（技術提案書審査には「Project WADATSUMI」、「Kukanchi」も参加していた）。Round 1の結果は2018年2月に発表される予定で、当初は上位10チームが2018年9月開催予定のRound 2に進出することになっていたが、進出チームの上限は撤廃された。
当初はプエルトリコ沖で開催予定だったが、ハリケーンにより被害により、Round 1では審査員団が各チームを訪問する形式に変更された。
全世界から参加する他のチームの潜水機の形態は、水中グライダー、水中ドローン、自律型無人潜水機、運用プラットフォームも人工知能や大規模コンピューティングプラットフォームなど、多種多様であるが、Team KUROSHIOは洋上中継器（1台）と自律型海中ロボット（3台）の編成でコンペティションに挑む。

## 活動メンバー・拠点
国立研究開発法人海洋研究開発機構（JAMSTEC）、国立大学法人東京大学、国立大学法人九州工業大学、国立研究開発法人海上・港湾・航空技術研究所、三井E&S造船株式会社、日本海洋事業株式会社、株式会社KDDI総合研究所、ヤマハ発動機株式会社の8機関からのメンバーで構成されている。

## 無人探査ロボット

### 洋上中継器（ASV）
海中のAUVの位置情報・速度等を海上で計測し、得られた計測データを衛星通信等により陸上に送信する無人の船舶型ロボット。衛星通信による遠隔操作が可能。Team KUROSHIOでは三井造船所有のASVが使用される。

### 自律型海中ロボット（AUV)
設定したルートに従って自律的に海中を調査するロボット。海中では電波がほとんど伝わらないため、水中音響により通信・測位等を行う。船舶よりも海底に接近できるため、高解像度のデータを取得できる。Team KUROSHIOでは東京大学生産技術研究所が所有するAUV（2台）、海上・港湾・航空技術研究所が所有するAUV（1台）が使用される。